# Teleférico do Cabo Girão

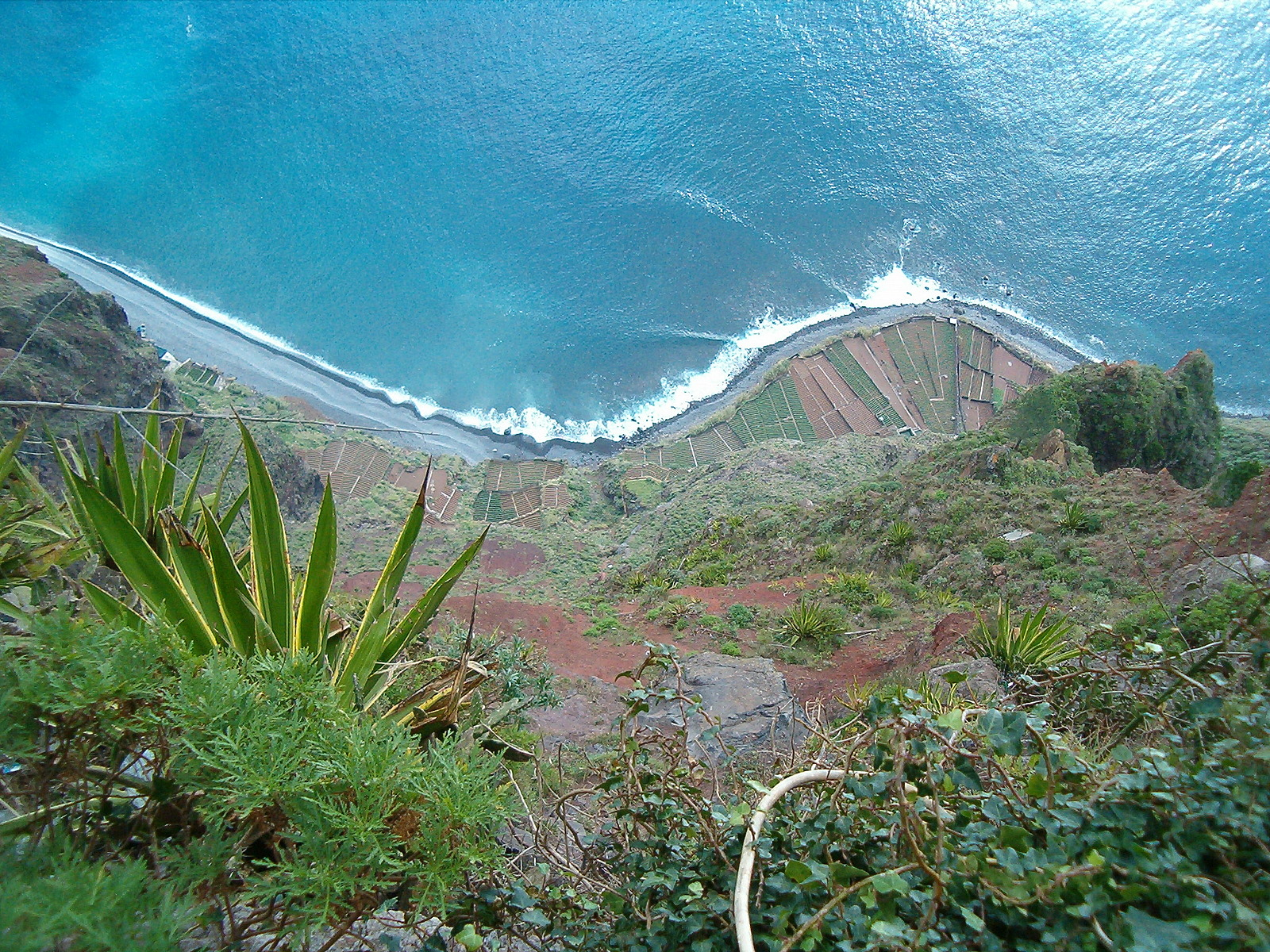
As Fajãs do Cabo Girão vistas do miradouro do Cabo Girão.

O teleférico do Cabo Girão faz a ligação do Rancho às Fajãs do Cabo Girão (na Madeira, Portugal), sendo composto por duas cabines de seis lugares cada uma. Foi inaugurado em Agosto de 2003 e é gerido pela Associação dos Agricultores das Fajãs do Cabo Girão.